# Мерсет-Махаш-ель-Ала
Мерсе́т-Маха́ш-ель-Ала́ — бухта, розташована в західній частині затоки Акаба Червоного моря. Розташована в межах Єгипту.